# Nova Boa Vista
Nova Boa Vista este un oraș în Rio Grande do Sul (RS), Brazilia.